# Borkumer Kleinbahn Melitta
Die MELITTA war die zweite Dampflok auf Borkum. Sie wurde von der Firma Krauss 1876 mit der Fabriknummer 631 gebaut.

## Geschichte
Geliefert wurde sie nicht nach Borkum, sondern in die Kiesgrube bei Westerende, die sie später an die Firma Habich & Goth abgaben. 1888 brachte sie das Unternehmen nach Borkum, wo sie zunächst beim Bau der Strecke eingesetzt wurde. Mit Betriebsaufnahme kam sie zur Inselbahn. Im Jahre 1900 bekam sie noch einen neuen Kessel, bis sie dann 1925 für 10.000 Reichsmark an eine Baufirma in Emden verkauft wurde. Wahrscheinlich wurde die Lok dort verschrottet.